# Henri de Choiseul
Henri de Choiseul (né vers 1325 - † vers 1350) est seigneur de Choiseul, en Champagne, de concert avec son frère aîné Jean III de Choiseul. Il est le fils de Gautier de Choiseul, seigneur de Choiseul, et d'Alix de Nanteuil.

## Biographie
Né vers 1325, Henri de Choiseul est le fils puîné de Gautier de Choiseul, seigneur de Choiseul, et d'Alix de Nanteuil.
À la mort de son père en 1342, il devient seigneur de Choiseul en commun avec son frère aîné Jean III de Choiseul.
Il décède sans union ni postérité vers 1350 et son frère aîné Jean III de Choiseul continue de diriger seul la seigneurie familiale.
La mort prématurée d'Henri de Choiseul peut être due aux batailles causées par la Guerre de Cent Ans.

## Mariage et enfants
Henri de Choiseul n'a pas d'union ni de descendance connue.